# World Rally Car
World Rally Car é um termo usado para descrever os automóveis de competição construídos sob especificação da FIA e usados para competir na classe A8 do Campeonato Mundial de Rali (WRC).
Os regulamentos técnicos exigem que os carros do campeonato mundial devem ser construídos a partir de um carro da produção com um mínimo de 2500 unidades fabricadas, ser baseado em um modelo preexistente do Grupo A, e que um número de modificações possam ser adicionadas, incluindo, mas não se limitado à, aumento de capacidade (ou diminuição) do motor a 2.0 litros, adição de turbo, tração das quatro rodas, e diferencial ativo, e caixa de cambio seqüencial e peças aerodinâmicas, e o sistema Anti-Lag para motores turbo. Os carros devem também ter um peso mínimo de 1230kg.

## Modelos
| Fabricante | Carro                 | Estréia | Até  |
| ---------- | --------------------- | ------- | ---- |
| Citroën    | Xsara WRC             | 2001    | 2006 |
| Citroën    | C4 WRC                | 2007    | 2010 |
| Citroën    | DS3 WRC               | 2011    | -    |
| / Ford     | Escort WRC            | 1997    | 1998 |
| / Ford     | Focus RS WRC          | 1999    | 2010 |
| / Ford     | Fiesta RS WRC         | 2011    | -    |
| / Hyundai  | Accent WRC            | 2000    | 2003 |
| / Hyundai  | i20 WRC               | 2014    | -    |
| MINI       | John Cooper Works WRC | 2011    | -    |
| Mitsubishi | Lancer Evolution WRC  | 2001    | 2002 |
| Mitsubishi | Lancer WRC            | 2004    | 2005 |
| Peugeot    | 206 WRC               | 1999    | 2003 |
| Peugeot    | 307 WRC               | 2004    | 2005 |
| SEAT       | Córdoba WRC           | 1998    | 2000 |
| Škoda      | Octavia WRC           | 1999    | 2003 |
| Škoda      | Fabia WRC             | 2003    | 2005 |
| Subaru     | Impreza WRC           | 1997    | 2008 |
| Suzuki     | SX4 WRC               | 2007    | 2008 |
| / Toyota   | Corolla WRC           | 1997    | 1999 |
| / Toyota   | Yaris WRC             | TBA     | TBA  |
| Volkswagen | Polo R WRC            | 2013    | -    |